# Geodia gallica
Geodia gallica är en svampdjursart som först beskrevs av Lendenfeld 1907.  Geodia gallica ingår i släktet Geodia och familjen Geodiidae. Inga underarter finns listade i Catalogue of Life.